# Marcel Catelein

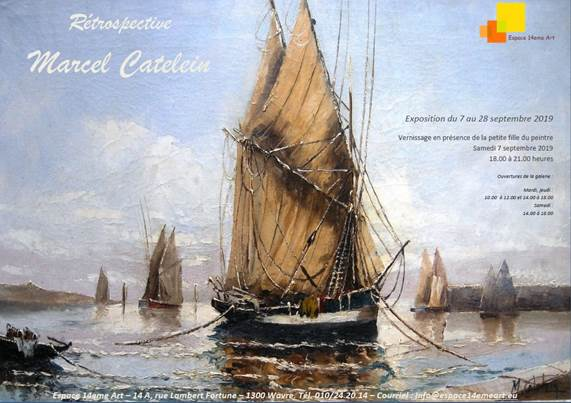

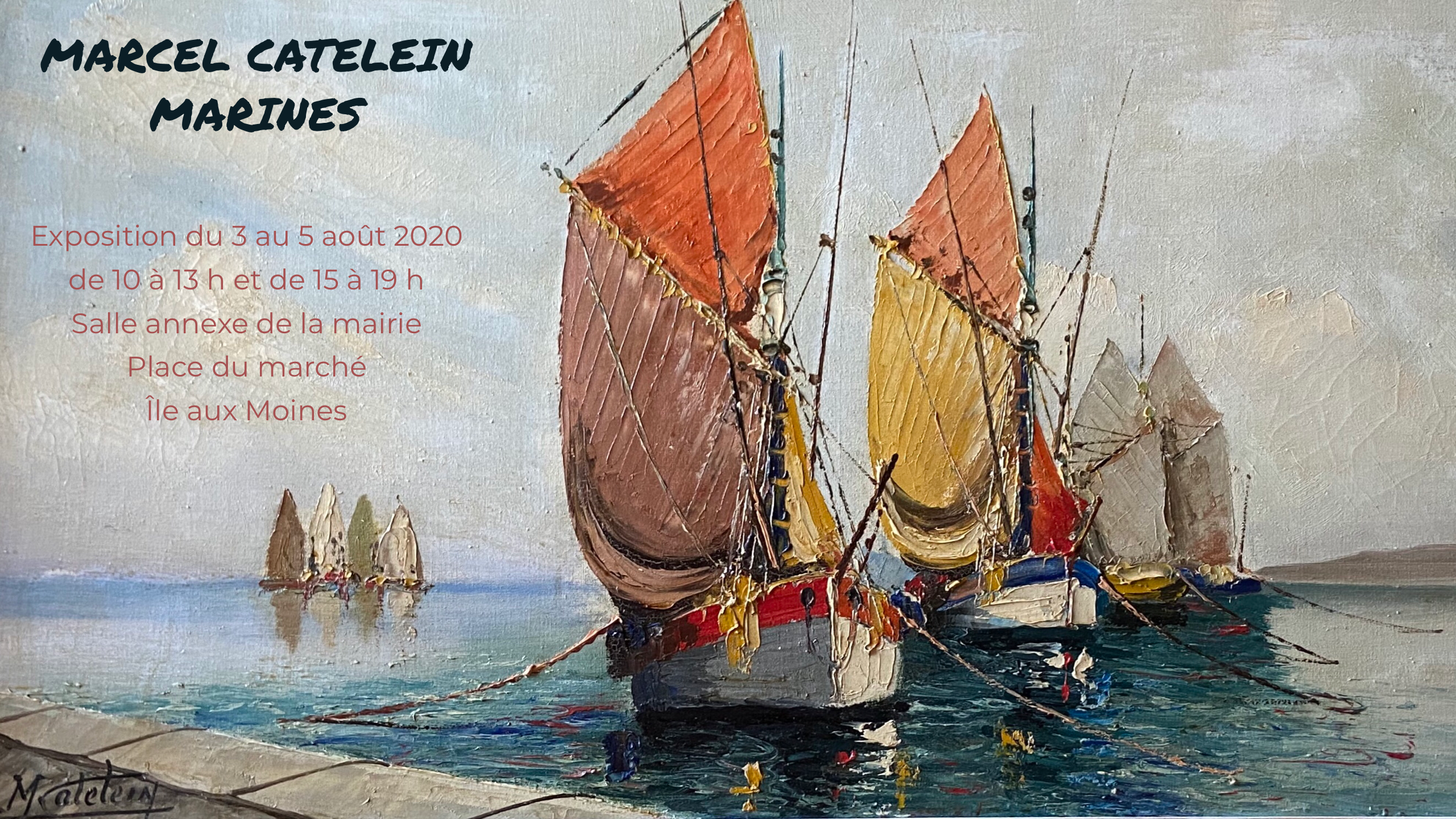

Marcel Catelein né le 23 octobre 1892 à Montreuil-sous-Bois et mort le 5 mai 1979 à Rennes est un facteur de pianos, pianiste et peintre français.

## Biographie
Marcel Catelein naît le 23 octobre 1892 à Montreuil-sous-Bois.
Il est l'aîné des trois enfants du couple Jean Henri Louis Catelein (Anvers, °1855) et Suzanne Teissier (Nîmes, °1866) : Marcel, Marie Henriette (1895-1895) et Yvonne (1899-1941).[réf. nécessaire]
En 1913, il s’engage volontairement dans l’armée pour être incorporé dans un régiment du génie dans le nord de la France. En mars 1914, il est réformé par la commission spéciale de Lille et rentre à Montreuil. Le 26 juin 1915, il épouse Jeanne Barjot (1893-1982). De cette union naîtra une fille Ginette (morte en 1987 après s’être mariée en 1944 avec Jean Lancery). En 1939, Marcel Catelein divorce de Jeanne Barjot et poursuit sa relation avec Maria Accornero qui avait de son côté deux enfants. Il l'épouse le 16 juillet 1967.

### Facteur de pianos et pianiste

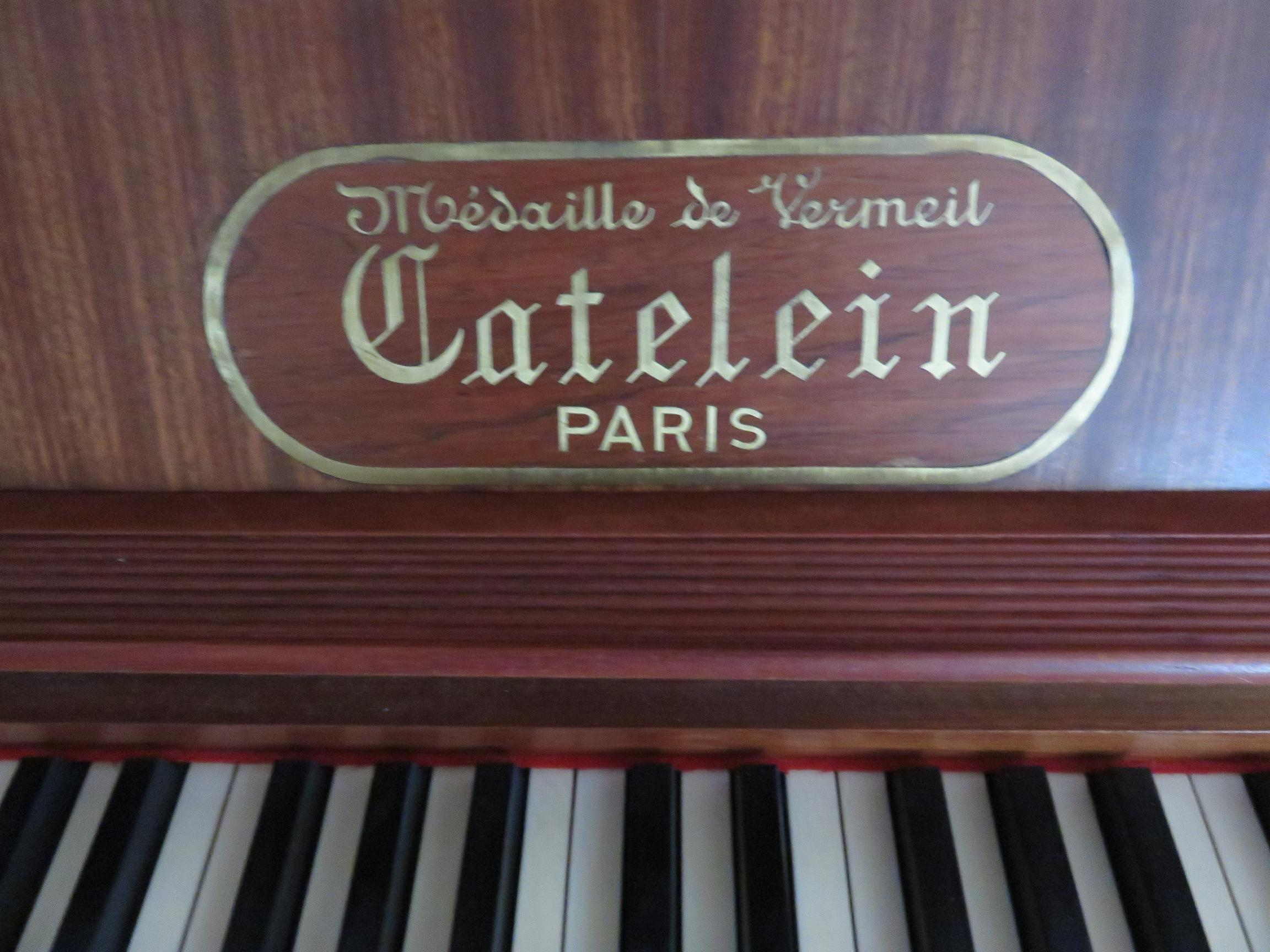
Piano Catelein.

Le premier métier de Marcel Catelein fut celui de facteur de pianos avec l’installation en 1921 d’une fabrique de piano dans le 12e arrondissement de Paris, puis en 1924 à Montreuil-sous-Bois au 8, rue Parmentier. L’entreprise de piano connu un certain succès et obtient une médaille de vermeil[Quand ?]. En 1931, l’entreprise de piano est déclarée en faillite à la suite de la mésentente du couple avec séparation de biens en 1927.
Le second métier de Marcel Catelein est aussi dans le domaine de la musique. Ses compétences musicales lui permettent de reproduire au piano un morceau de musique entendu à la radio. Il devient pianiste accompagnateur et co-directeur à l'Olympia qui, à l’époque, était une salle de cinéma où se développait les nouvelles technologies, notamment la sonorisation des films. Comme pianiste, il accompagne la projection des films muets, notamment au Grand Rex à Paris qui constituait la plus grande salle de cinéma d’Europe.

### Peinture

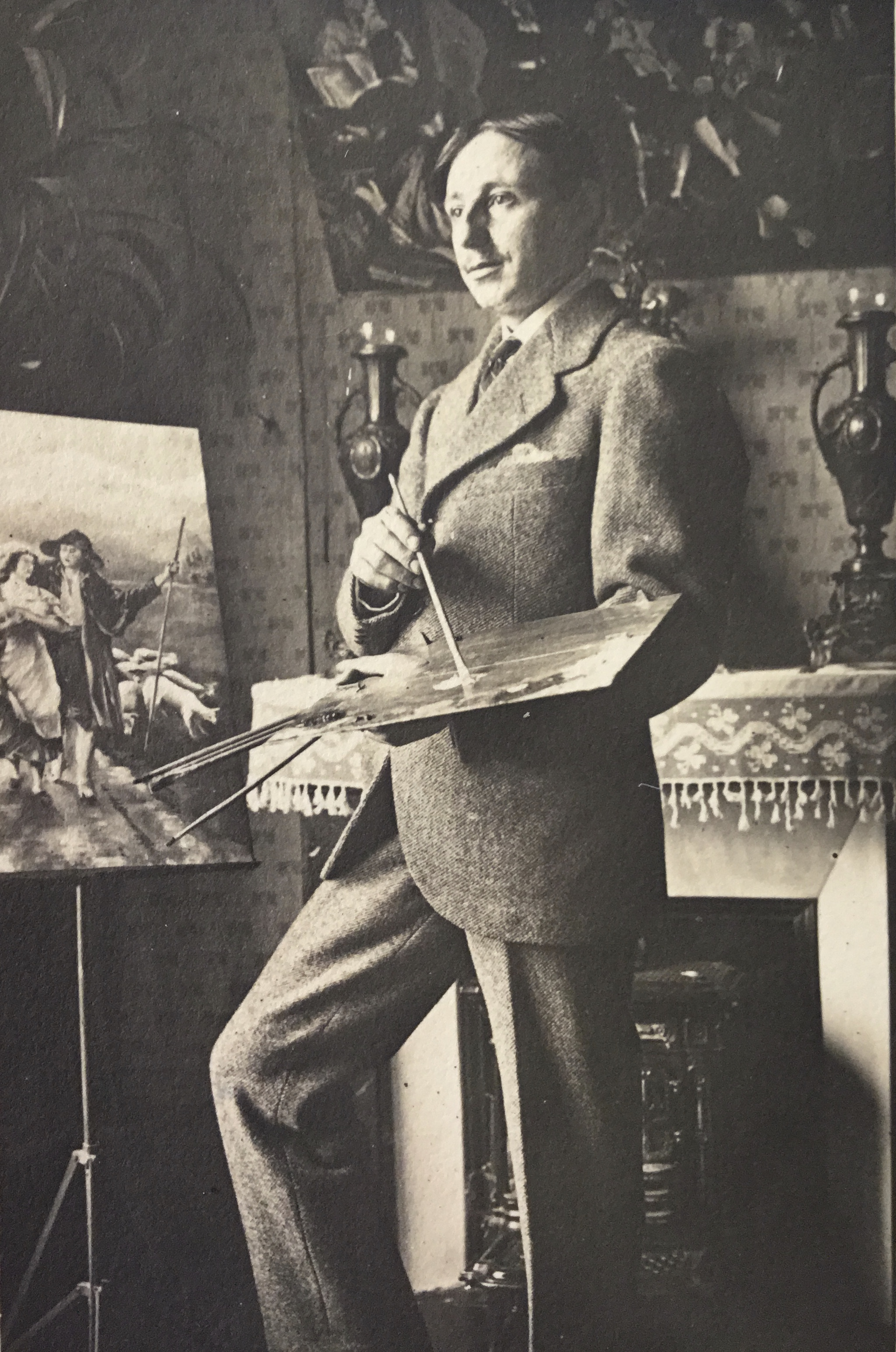
Marcel Catelein en 1924 ou 1925 dans son atelier. Sur le mur est accroché une copie de Rouget de Lisle chantant la Marseillaise d'après Isidore Pils. Photographie anonyme.

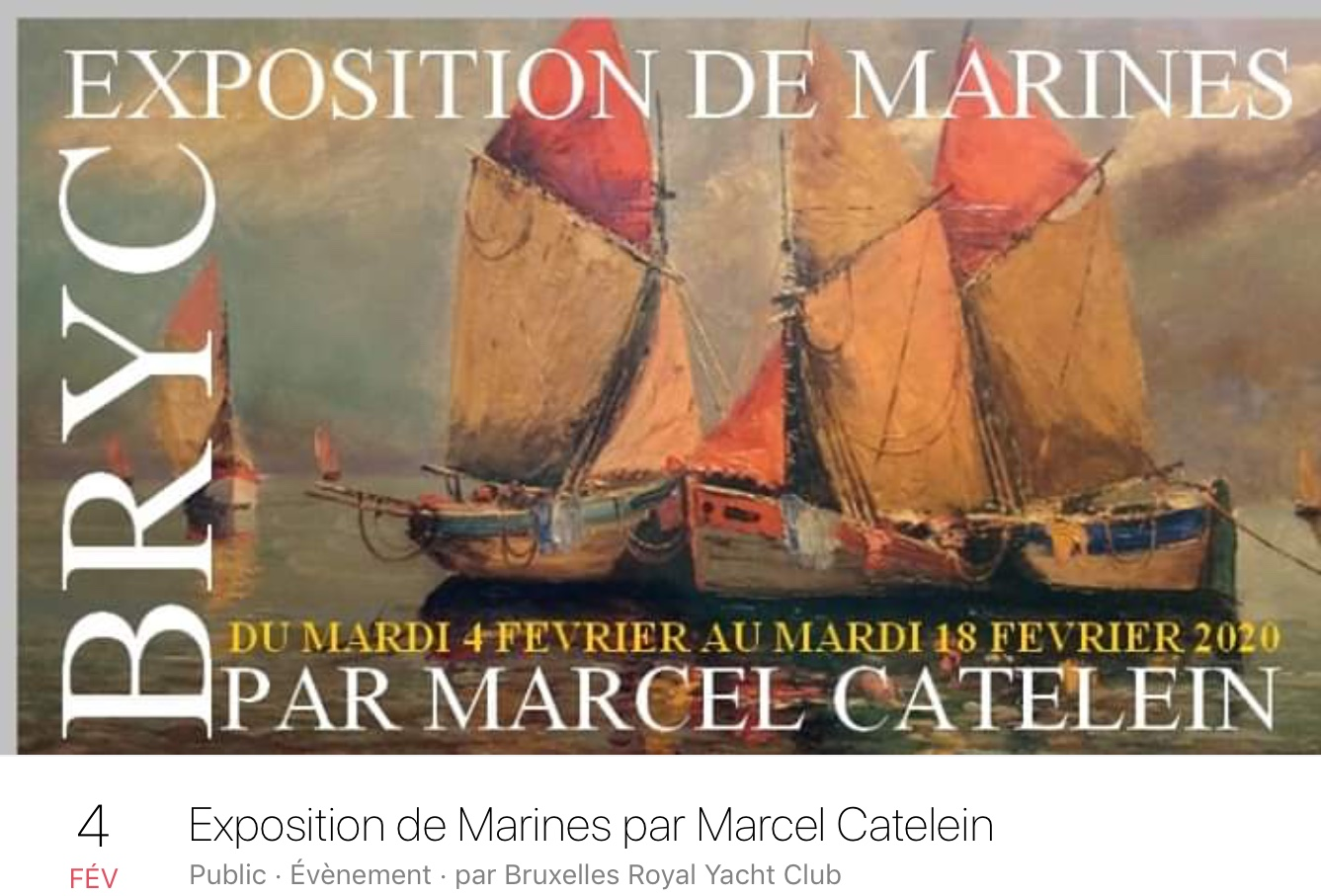

Marcel Catelein pratique la peinture en autodidacte de 1914 à 1974. Son atelier est d'abord situé au 38, rue de Romainville à Montreuil-sous-Bois ; il réalise une fresque pour l'hôtel de ville de la municipalité durant les années 1930. Puis vers le milieu des années 1970, il s’installe à Bain-de-Bretagne avec sa seconde épouse.
À la suite d'un malaise, il est hospitalisé au CHU de Rennes, où il meurt le 5 mai 1979.

## Son œuvre
Sa production picturale s’étale de 1914 à 1974. Grand fournisseur de « chromos », Marcel Catelein est un peintre surtout connu pour ses marines, notamment de bateaux à quai. La seule participation à une exposition connue date de 1935 à Paris au 46e Salon des indépendants. Il peint exclusivement à l’huile sur toile. Peu d’œuvres sont titrées ou datées. Ses thèmes picturaux peuvent être répartis en sept sections. 
La première section concerne les reproductions de tableaux de maîtres avec trois œuvres recensées dans le fonds d’atelier allant de 1914 à 1942.
La deuxième section regroupe des paysages inspirés par l'école de Barbizon, datant des années 1940 aux années 1960.
La troisième section est celui des natures mortes allant des années 1940 aux années 1960.
La quatrième section rassemble les scènes urbaines parisiennes des années 1950 à 1960.
La cinquième section, la plus importante en volume, est celle des marines peintes entre les années 1930 et les années 1970.
La sixième section concerne les activités humaines, dont des scènes religieuses.
La septième section est celle des nus.
Ce sont ses marines qui ont valu la notoriété au peintre[réf. nécessaire]. Les plus anciennes dépeignent le sud de la France (calanques…) ou les côtes méditerranéennes de pays voisins, les plus récentes sont consacrées à la Bretagne. Certaines de ces marines sont simplement composées de quelques bateaux à quai, d'un fragment de quai, sans personnage ni architecture, d’autre sont plus complexes avec, outre les bateaux, de nombreux éléments contextuels. Parmi les marines de Bretagne, Douarnenez est un de ses lieux favoris. Dans les années 1960, Catelein écoule un grand nombre de ses marines au rayon décoration des Nouvelles Galeries à Paris. Le peintre produit aussi plusieurs marines par semaine pour un galeriste[Lequel ?] près de la place de la Nation à Paris. Il vend également des scènes parisiennes aux États-Unis.

## Expositions
- À l’occasion du 40e anniversaire de la mort de Marcel Catelein, une exposition a été organisée de septembre à octobre 2019 à la galerie Espace 14e Art à Wavre en Belgique. Une cinquantaine de tableaux, provenant de collections particulières, furent exposés et lors du vernissage, la petite-fille présenta son grand-père ainsi que le livre qui lui a été consacré contenant un début de catalogue raisonné.
- En 2020, deux expositions centrées sur les marines furent organisées, la première au Bruxelles Royal Yacht Club à Bruxelles du 4 au 18 février, et la seconde dans la salle annexe de la mairie de l'Île-aux-Moines (Morbihan).